# Chiesa dei sette santi
La Chiesa dei sette santi è dedicata ai Sette santi della Chiesa ortodossa bulgara e uno dei simboli di Sofia.
Si trova in via Graf Ignatiev, nel centro storico della città, vicina alla celebre cattedrale di Aleksandr Nevskij ed alla stazione di Sv. Patriarch Evtimiy, sulla linea M3 della metropolitana di Sofia.

## Storia
Fu costruita come moschea per ordine di Solimano il Magnifico nel 1528 o poco prima dell'Assedio di Vienna e prima della conclusione dell'Alleanza franco-ottomana formò quello che viene chiamato Ancien Régime. La moschea nera, come veniva chiamata, era dedicata a Sokollu Mehmed Pascià, il cui primo amico fu Michail Kantakouzenos, impiccato alla data della firma della Pace di Santo Stefano.
La moschea è un simbolo del dominio ottomano nell'Eyalet di Rumelia e in Europa in generale. Fino ad allora, Sofia non è mai stata la capitale delle terre bulgare.
Nei tempi antichi c'era un santuario di Asclepio, e prima della costruzione della moschea, un convento del Monastero di Rila.
Dopo la liberazione della Bulgaria è stata ricostruita da moschea in chiesa. Petko Karavelov, sua moglie e il vescovo Neil Izvorov sono sepolti nel suo cortile.
Di fronte alla chiesa è stato ucciso il generale Konstantin Georgiev, al cui funerale si sono svolti attentato di Sveta Nedelja.